# حد تجديد الولاية
| |                      |                                                                        |
| الهيئة التشريعية |                      |                                                                        |
| |                      |                                                                        |
| \| ولاية واحدة ولايتان \| ثلاث ولايات بلا حدود \| لم يُحدَّد (دول ذات نظام ملكي) لم يُحدَّد (دول ذات حكومة انتقالية/غير موجود) \| |                      |                                                                        |
| ولاية واحدة ولايتان | ثلاث ولايات بلا حدود | لم يُحدَّد (دول ذات نظام ملكي) لم يُحدَّد (دول ذات حكومة انتقالية/غير موجود) |

حد تجديد الولاية هو قيد يفرضه القانون على عدد الولايات التي يمكن للشخص أن يخدم فيها في منصب منتخب معين. عندما يُوضع حد تجديد الولاية في الأنظمة الرئاسية وشبه الرئاسية فإنها تعمل وسيلةً للحد من إمكانية الاحتكار، حيث يصبح الزعيم فعليًا "رئيسًا مدى الحياة". ويهدف هذا إلى حماية الجمهورية من التحول إلى دكتاتورية بحكم الأمر الواقع. قد تكون حدود تجديد الولاية حدًا مدى الحياة لعدد الولايات التي يمكن لصاحب المنصب أن يخدم فيها، أو حدًا لعدد الولايات المتتالية.

## الملاحظات
1. ↑  في دول ذات نظام ملكي حيث لا يكون رئيس الحكومة هو رئيس الدولة (رئيس الوزراء) فإن نظام الألوان لا ينطبق على رئيس الحكومة.